# アダム・フィリップ・ド・キュスティーヌ

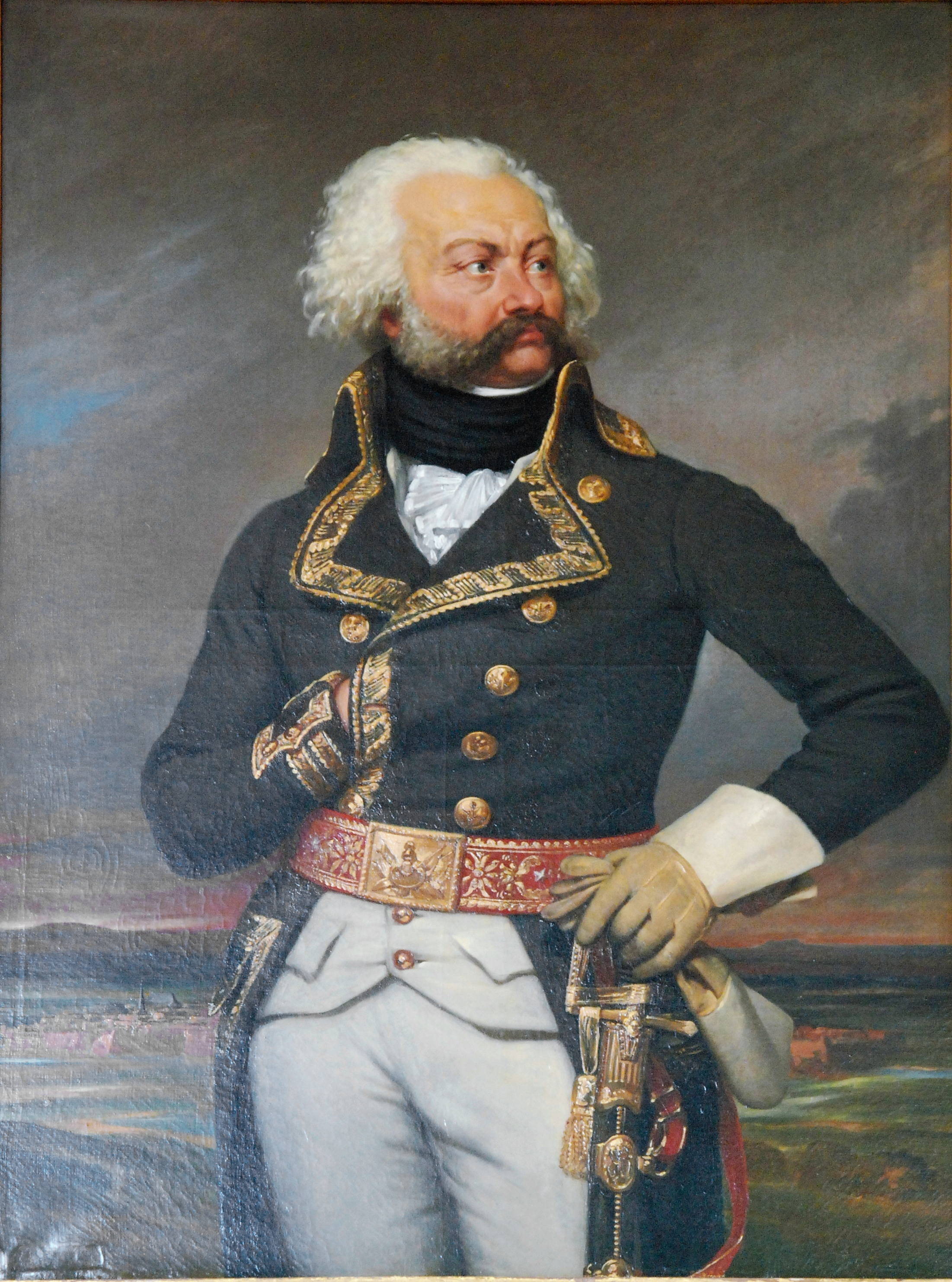
アダム・フィリップ・ド・キュスティーヌ

キュスティーヌ伯爵アダム・フィリップ（Adam Philippe, Comte de Custine, 1740年2月4日 - 1793年8月28日）は、フランスの軍人。メスの生まれ。

## 経歴
アダム・フィリップ・ド・キュスティーヌ（Adam Philippe de Custine）の軍人としての経歴は七年戦争からで、続いて、アメリカ独立戦争でもイギリス軍相手に健闘し、少将に任ぜられた。後にトゥーロン要塞の司令官に任命。1789年、キュスティーヌはメス地区の三部会議員に選出されたが、1791年10月、陸軍中将として再び参軍した。部下たちには「général moustache（口髭将軍）」という名前で人気があった。ヴォージュ軍最高司令官として、1792年の9月から10月にかけて、シュパイアー、ヴォルムス、マインツ、そしてフランクフルトを次々と制圧。キュスティーヌ将軍は布告文によって革命の宣伝をし、貴族と聖職者に重税を課した。
しかし冬になると、プロイセン軍の反撃に遭い、フランクフルトに後退を余儀なくされた。さらにライン川を引き返して、ランダウ・イン・デア・プファルツまで撤退。マラー派の新聞から国事犯として、キュスティーヌ将軍は反逆罪で訴えられた。ロベスピエールの弁護で、再び北の軍に送られたが、キュスティーヌ将軍は攻撃を仕掛けることなく、逆にオーストリア軍がコンデに押し寄せた時も打つ手がなく、コンデを落としてしまった。キュスティーヌ将軍は弁明のためパリに送られたが、革命裁判所は、共和国の敵と共謀したとして有罪を言い渡し、1793年8月28日、ギロチンで処刑された。
弁護しようとした息子も同じくギロチンにかけられた。その妻も同じ運命をたどるかに思われたが、孫のキュスティーヌ侯爵アストルフともども生き延びた。